# 布茹玛汗·毛勒朵
布茹玛汗·毛勒朵（維吾爾語：بۇرماخان مولدو‎，1942年6月—），女，柯尔克孜族，新疆乌恰人，中华人民共和国守边员，长期在中国和吉尔吉斯斯坦的边境线上巡边，2019年9月17日获得“人民楷模”国家荣誉称号。